# Zulma Carraud

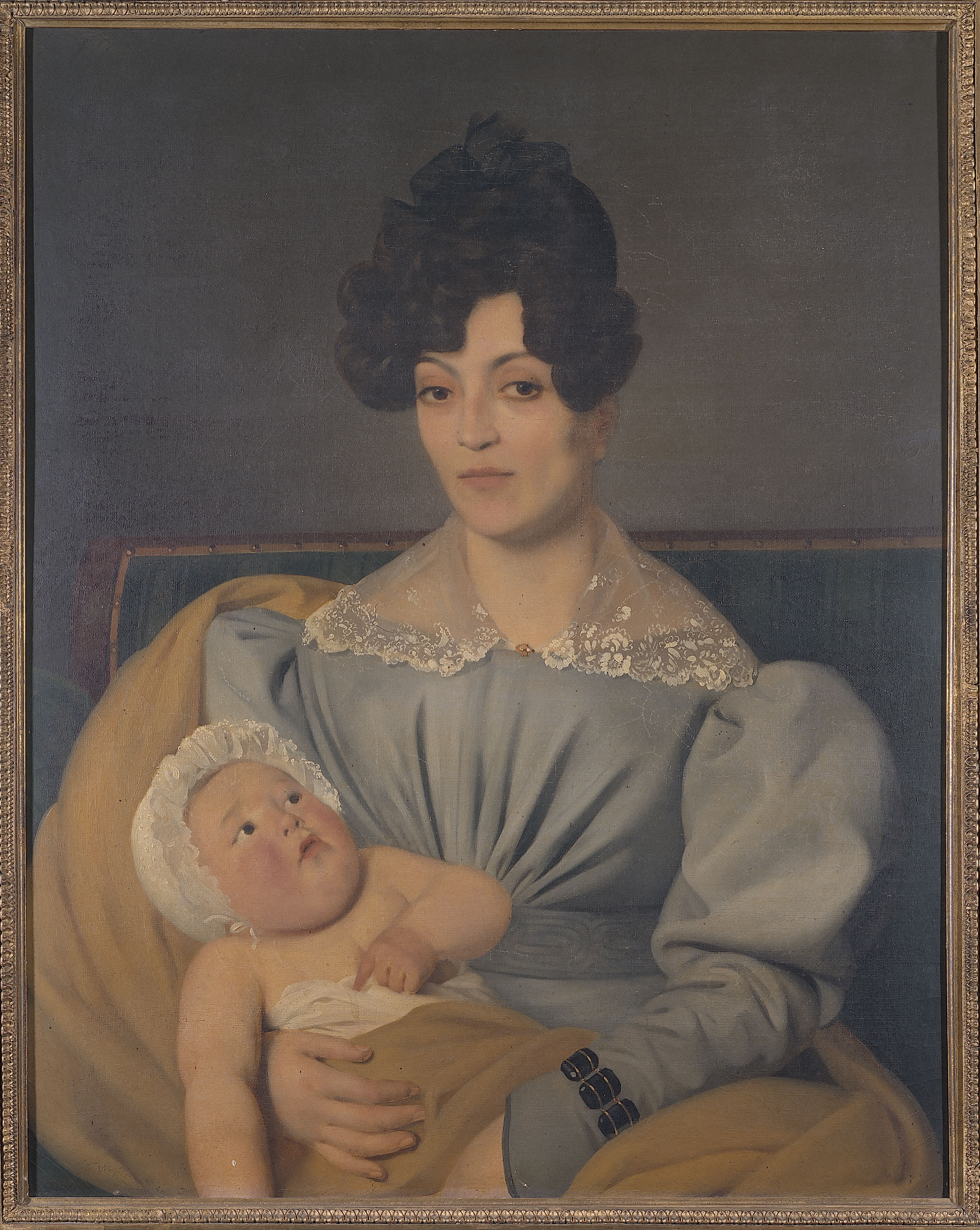
Zulma Carraud met haar zoon

Zulma Carraud (Issoudun, 24 maart 1796 – Parijs, 24 april 1889) was een Franse schrijfster van kinderboeken en een vertrouwelinge van schrijver Honoré de Balzac.

## Levensloop
Estelle Zulma Tourangin was de dochter van een rijke handelaar en groeide op het kasteeldomein van Frapesle bij Issoudun. Op twintigjarige leeftijd huwde ze met haar neef, kapitein François-Michel Carraud, die instructeur was op de militaire school van Saint-Cyr. In 1830 vestigde het koppel zich in Angoulême waar Carraud een post kreeg als inspecteur van de kruitfabriek. Tussen 1835 en 1851 woonde het koppel op het kasteel van Frapesle. Door financiële moeilijkheden moest ze intrekken bij haar broer in Nohant-en-Graçay. Daar begon Zulma Carraud, intussen weduwe geworden, te schrijven. Haar eerste boek, La Petite Jeanne ou Le devoir, verscheen in 1852. In 1882 trok ze in bij haar schoondochter in Parijs. Daar overleed ze op 93-jarige leeftijd.

## Vriendschap met Honoré de Balzac
Via haar klasgenoot Laure Balzac leerde Zulma Carraud diens broer Honoré de Balzac kennen. Ze bleef met beiden levenslang bevriend. Ze voerde een uitvoerige corespondentie met de schrijver. De twee hadden verschillende politieke denkbeelden en Carraud voelde zich vrij om kritiek te leveren op het werk van de schrijver. Balzac logeerde regelmatig bij het echtpaar Carraud in Angoulême en in het kasteel van Frapesle, waar hij een eigen kamer en bureau had. Hij beschreef het kasteeldomein van Frapesle in zijn werk (Le Lys dans la vallée), net als de stad Issoudun (La Rabouilleuse).